# Рибейро, Вашингтон
Вашингтон Рибейро (порт.-браз. Washington Ribeiro; 3 мая 1928, Рио-де-Жанейро — неизвестно), в некоторых источниках его имя пишется Вашингтон Триберио Марио Консейсан (порт.-браз. Washington Triberio Mario Conceição) — бразильский футболист, полузащитник.

## Карьера
Вашингтон родился в районе Олария. В возрасте 12 лет он начал карьеру в молодёжном составе одноимённого клуба. Одновременно Вашингтон трудился рабочим на «Фабрике масок Бонсусессо» (порт.-браз. Fábrica de Máscaras de Bonsucesso). В 1949 году футболист дебютировал в основном составе команды в матче с «Бонсусессо», в котором «Олария» уступила со счётом 1:3. В 1954 году Вашингтон занял второе место среди лучших бомбардиром чемпионата штата Рио-де-Жанейро с 16 забитыми голами. Годом позже футболист перешёл в клуб «Америка». В первом же сезоне он стал лучшим бомбардиром международного турнира Чарльза Миллера, где забил 4 гола. В 1957 году Вашингтон покинул «Америку» и присоединился к клубу «Ботафого» из Рибейран-Прету. Затем играл за «Катандуву» и «Бататайс».

## Достижения
- Лучший бомбардир международного турнира Чарльза Миллера: 1955 (4 гола)